# Grinder Rock
Der Grinder Rock (englisch für Backenzahnfelsen) ist ein 130 m hoher Felsvorsprung auf Intercurrence Island im Palmer-Archipel vor der Westküste der Antarktischen Halbinsel. Er ragt als südlichster einer Gruppe von Felsen am südöstlichen Ende der Insel auf.
Erstmals verzeichnet ist er auf argentinischen und chilenischen Landkarten aus dem Jahr 1957. Das UK Antarctic Place-Names Committee gab ihm 1960 seinen deskriptiven Namen.